# Krzysztof Jasiewicz
Krzysztof Jasiewicz (ur. 1952 w Gdańsku) – polski historyk, politolog, ekonomista, pracownik naukowy Instytutu Studiów Politycznych PAN, członek polskiego PEN Clubu.

## Życiorys
W 1998 uzyskał stopień doktora habilitowanego nauk humanistycznych w zakresie nauk o polityce. W 2005 roku uzyskał tytuł profesorski. Zajmuje się m.in. badaniem historii Ziem Wschodnich RP pod okupacją sowiecką, w tym losami polskiego ziemiaństwa, sowieckimi warstwami przywódczymi, historią Żydów na Ziemiach Wschodnich, a także stosunkami polsko-żydowskimi w latach 1939–1941. Jest autorem licznych publikacji z tych dziedzin.
Był pomysłodawcą i jest redaktorem naukowym wydawanej przez ISP PAN „Serii Wschodniej”. Był także inicjatorem powstania serii Biblioteki Ziem Wschodnich. Obecnie jest członkiem Zakładu Analiz Problemów Wschodnich ISP PAN, a także członkiem PEN Clubu oraz członkiem redakcji „Studiów Politycznych”. Publikuje również m.in. w „W Sieci Historii”.
Laureat Nagrody Polskiego PEN Clubu im. Ksawerego Pruszyńskiego (1996) oraz Nagrody im. Jerzego Łojka (1996). Jest członkiem honorowym Polskiego Towarzystwa Ziemiańskiego oraz Stowarzyszenia Archiwum Solidarności. Odznaczony Krzyżem Kawalerskim (2011) i Krzyżem Oficerskim (2016) Orderu Odrodzenia Polski.

## Oskarżenia o antysemityzm
W maju 2013 został odwołany z funkcji kierownika Zakładu Analiz Problemów Wschodnich w Instytucie Studiów Politycznych Polskiej Akademii Nauk w związku z wywiadem udzielonym miesięcznikowi „Focus Historia ekstra”, który zawierał wypowiedzi antysemickie.
Wywiad spotkał się z potępieniem środowisk naukowych, w tym Rady Naukowej Instytutu Studiów Politycznych PAN.
Według samego Jasiewicza, oskarżanie go o antysemityzm to manipulacja środowisk żydowskich i filosemickich, a sam tytuł wywiadu („Żydzi byli sami sobie winni?”) dla miesięcznika „Focus”, który pochodzi od redakcji, uważa za skandaliczny. W obronie Jasiewicza wystąpiło kilkudziesięciu naukowców i studentów związanych ze środowiskami prawicowymi, którzy opublikowali list otwarty do prezesa PAN z postulatem pozostawienia go na dotychczasowym stanowisku.

## Wybrane publikacje
- Lista strat ziemiaństwa polskiego 1939–1956, Archiwum Wschodnie, Instytut Historii PAN, Instytut Studiów Politycznych PAN, Warszawa 1995
- Zagłada polskich Kresów: ziemiaństwo polskie na Kresach Północno-Wschodnich Rzeczypospolitej pod okupacją sowiecką 1939–1941: studium z dziejów zagłady dawnego narodu politycznego, Instytut Studiów Politycznych PAN, Wydawnictwo „Volumen”, Warszawa 1997
- (red. naukowa), Europa nieprowincjonalna: przemiany na ziemiach wschodnich dawnej Rzeczypospolitej (Białoruś, Litwa, Łotwa, Ukraina, wschodnie pogranicze III Rzeczypospolitej Polskiej) w latach 1772–1999, Instytut Studiów Politycznych PAN, Wydawnictwo „Rytm”, Warszawa 1999
- Pierwsi po diable: elity sowieckie w okupowanej Polsce 1939-1941: (Białostocczyzna, Nowogródczyzna, Polesie, Wileńszczyzna), Instytut Studiów Politycznych PAN, Wydawnictwo „Rytm”, Warszawa 2001
- (red. naukowa), Tygiel narodów: stosunki społeczne i etniczne na dawnych ziemiach wschodnich Rzeczypospolitej 1939–1953, Instytut Studiów Politycznych PAN, Wydawnictwo „Rytm”, Warszawa 2002
- (red. naukowa), Świat NIEpożegnany: Żydzi na dawnych ziemiach wschodnich Rzeczypospolitej w XVIII–XX wieku, Instytut Studiów Politycznych PAN, Wydawnictwo „Rytm”, Warszawa 2004
- Rzeczywistość sowiecka 1939–1941 w świadectwach polskich Żydów, Wydawnictwo „Rytm”, Warszawa 2010

Niezależnie od publikacji naukowych jest także autorem powieści Siódmy sen, Zapach Afrodyty (wydanych pod pseudonimem Chuck Andy Norton), oraz Egzekucja (pod pseudonimem Christopher Jasiewitz).